# Retranchement de la pointe du Meinga
Le retranchement de la pointe du Meinga est un site archéologique de la commune de Saint-Coulomb, dans le département d’Ille-et-Vilaine en région Bretagne. 

## Localisation
Il se trouve au nord du département et au nord-ouest du bourg de Saint-Coulomb, au niveau de la pointe du Meinga. 
Il s'étend sur une quinzaine d'hectares. 

## Historique
Le site date de l'âge du fer et a peut-être été occupé par les Riedones, ou plus probablement par les Coriosolites. 
Il a été étudié dès le début du XXe siècle, notamment par Paul Banéat. Il a été visité en 1939 et 1954.
Il est inscrit au titre des monuments historiques depuis le 12 février 1984.

## Architecture
Le site est un éperon barré comprenant des murs de fortifications.